# Перепёлкино (Московская область)
Перепёлкино — деревня в Зарайском районе Московской области, в составе муниципального образования сельское поселение Каринское (до 29 ноября 2006 года входила в состав Каринского сельского округа), деревня связана автобусным сообщением с райцентром и соседними населёнными пунктами.

## География
Перепёлкино расположено в 12 км на юг от Зарайска, на реке Неговка, левом притоке реки Осётрик, высота центра деревни над уровнем моря — 167 м.

## Население
| 2002 | 2006 | 2010 |
| ---- | ---- | ---- |
| 8    | ↗9   | ↘8   |

## История
Перепёлкино впервые в исторических документах упоминается в XVI веке; на 1790 год в нём числилось 12 дворов и 76 жителей и деревянная церков, в 1858 году — 32 двора и 171 человек, в 1906 году — 35 дворов и 223 жителя. В 1931 году был образован колхоз им. 1 мая, с 1950 года в составе колхоза 12 лет Октября, с 1961 года — в составе совхоза «Зарайский».